# Lonchaea defecta
Lonchaea defecta är en tvåvingeart som beskrevs av Mcalpine 1964. Lonchaea defecta ingår i släktet Lonchaea och familjen stjärtflugor. Arten har ej påträffats i Sverige. Inga underarter finns listade i Catalogue of Life.